# Alfeld
Alfeld je město v německé spolkové zemi Bavorsko. Jde o součást zemského okresu Norimbersko ve vládním obvodu Střední Franky. V roce 2011 zde žilo 1096 obyvatel.

## Obrázky

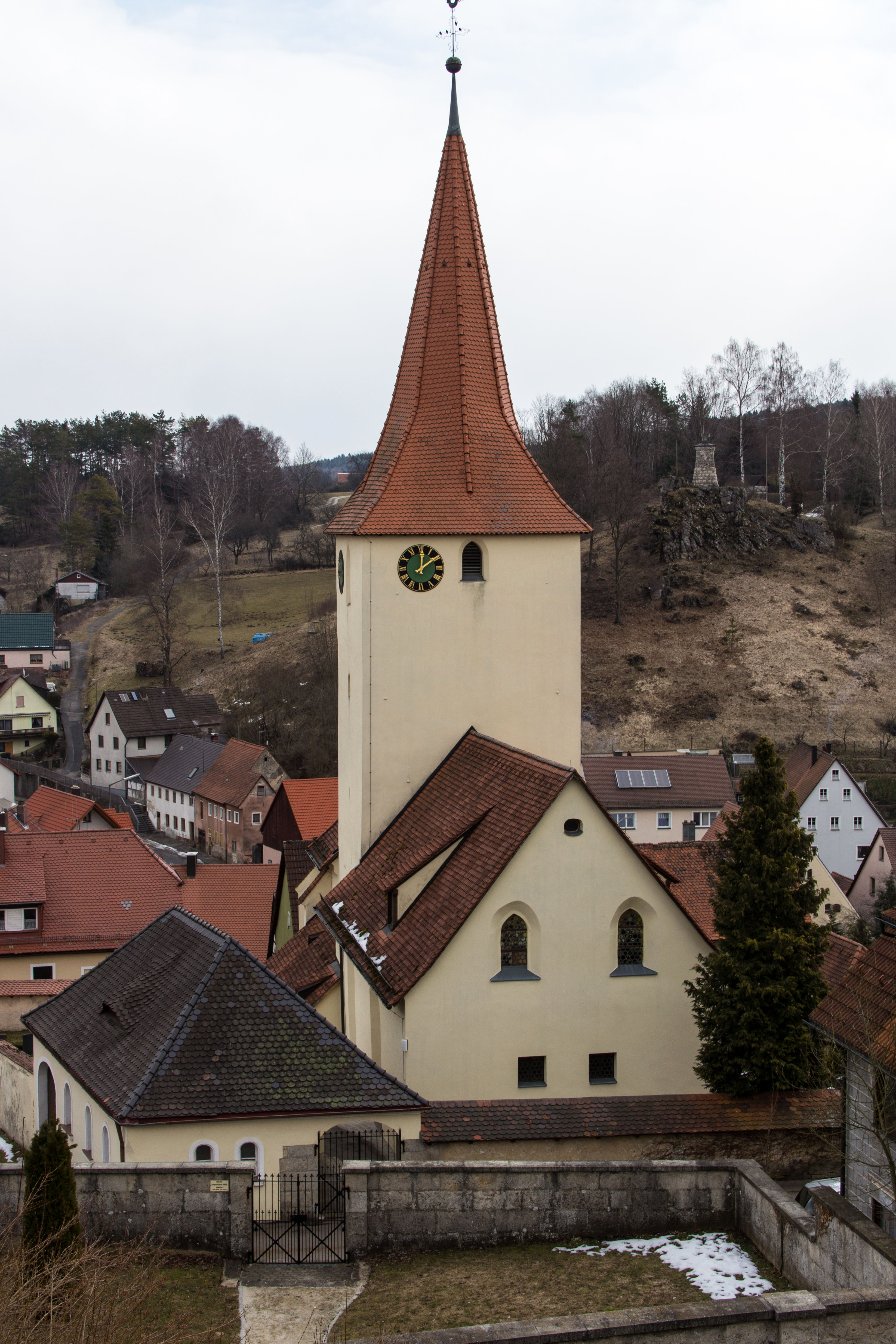
Kostel v Alfeld
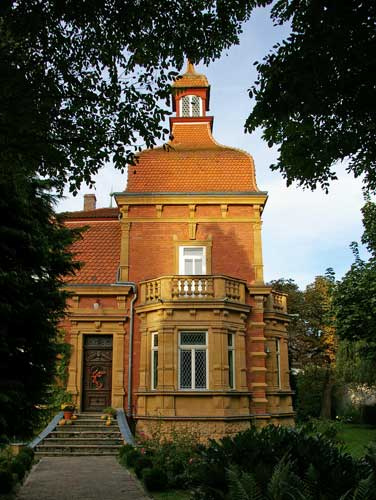
Vila v Alfeld
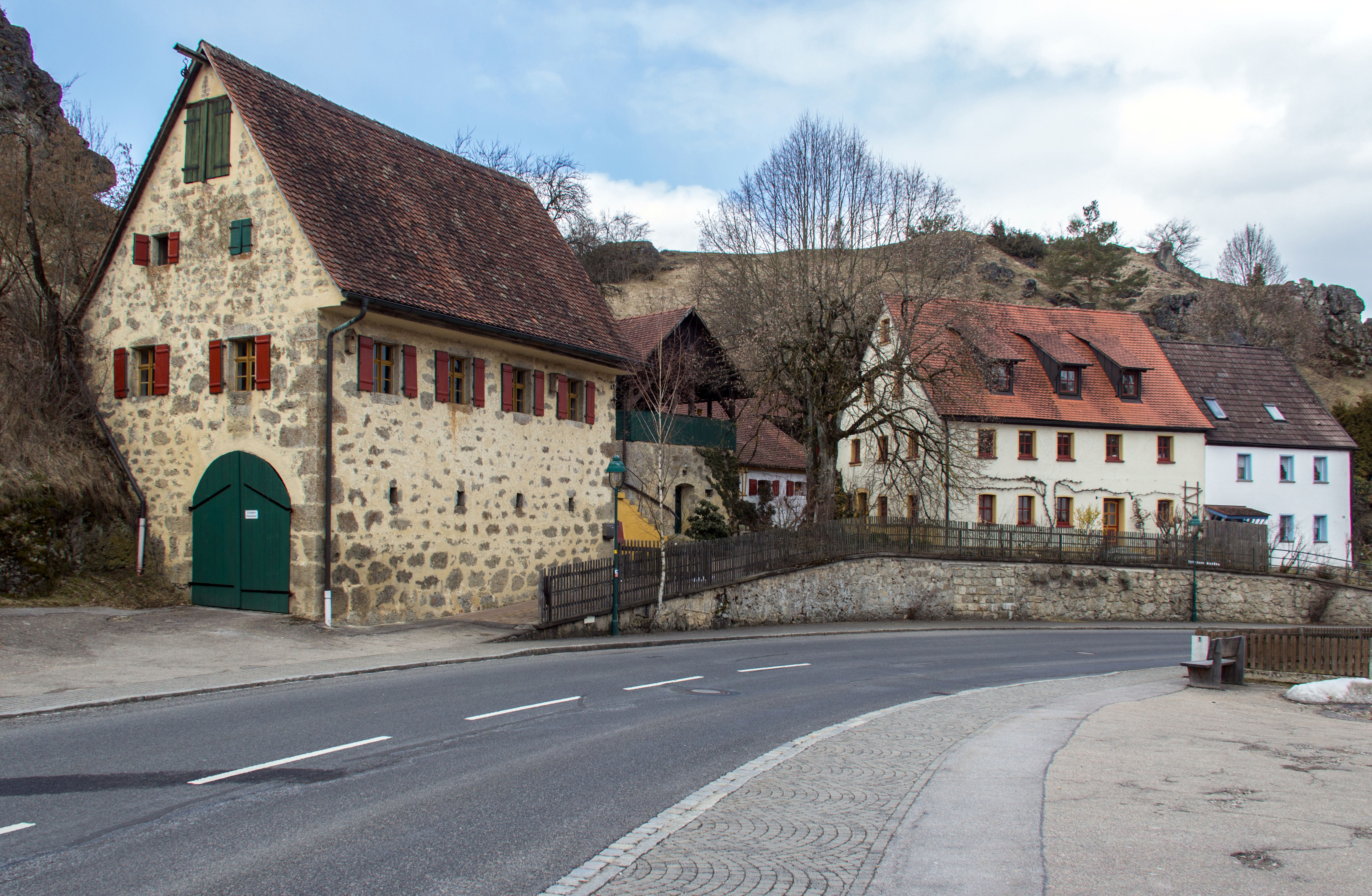
Centrum města
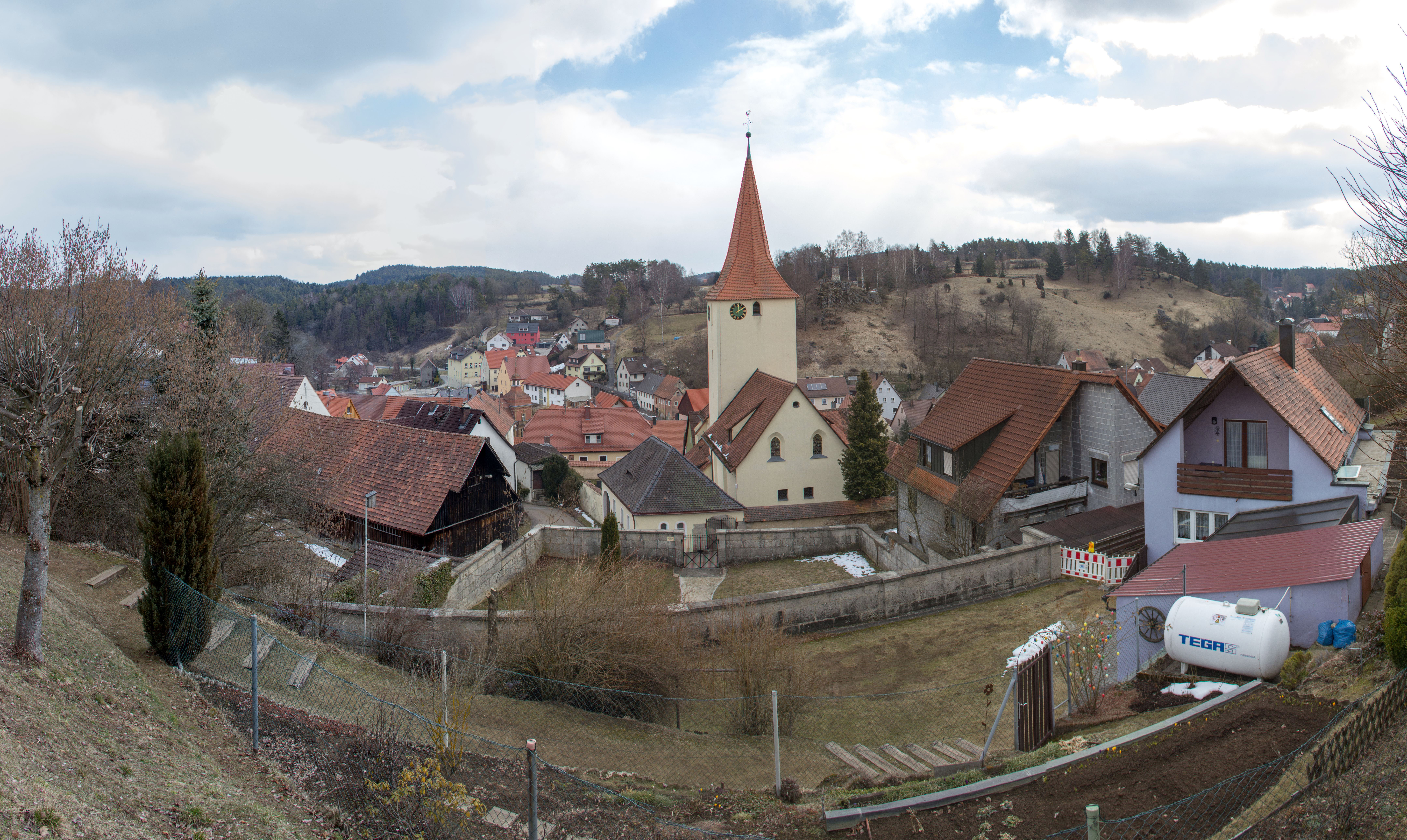
Panoráma